# Staffan de Mistura
Staffan de Mistura, född 25 januari 1947 i Stockholm, är en svensk-italiensk diplomat. Under fyra årtionden har han arbetat inom Förenta nationerna med olika uppdrag. Han har varit sändebud i 19 länder, såsom Afghanistan, Irak och Somalia. Mellan 2014 och 2019 var han Förenta nationernas sändebud i Syrien. 
de Mistura har även varit biträdande utrikesminister i Mario Montis regering i Italien 2011–2013, och har varit intendent för Villa San Michele på Capri. Han var sommarvärd i P1 sommaren 2020.

## Biografi
de Mistura är son till Emilio de Mistura och Birgit Johansson. Fadern växte upp i Italien och kom efter andra världskriget som flykting till Sverige från Dalmatien, en del av delrepubliken Kroatien i dåvarande Jugoslavien. När de Mistura var fyra år flyttade familjen till Italien, först till Capri och därefter till Rom. Han gick på det prestigefyllda gymnasiet Liceo Massimo med bland andra Mario Draghi, Gianni de Gennaro och Luca Cordero di Montezemolo.
Vid 17 års ålder bevittnade han ett barn bli skjutet när han arbetade som volontär på Cypern i samband med konflikten mellan grekcyprioter och turkcyprioter. Han har själv sagt att det var en viktig anledning till hans yrkesval. De Mistura har studerat statsvetenskap, förhandlingsteknik, militär logistik och språk på universitetsnivå i flera länder, bland annat på La Sapienza under Aldo Moro. Han talar svenska, italienska, franska, tyska, arabiska, spanska och engelska. I Strängnäs har han studerat logistik inom FN.
År 2016 utsågs de Mistura till årets svensk i världen. Han har varit intendent vid Villa San Michele på Capri. Som förebilder har han angett bland andra Anna Lindh, Dag Hammarskjöld, Raoul Wallenberg och Axel Munthe.
de Mistura är gift och har två barn. Han har dubbelt medborgarskap i Sverige och Italien. Från september 2019 är han docent vid Sciences Pos Paris School of International Affairs.

## Karriär inom Förenta nationerna
Staffan de Mistura har framförallt varit verksam inom FN och var från 10 juli 2014 till 2019 världsorganisationens sändebud i Syrien. de Mistura inledde sin karriär inom FN 1971 när han inom ramen för Världslivsmedelsprogrammet tjänstgjorde i Sudan. Åren 1976–1985 tjänstgjorde han på FN:s livsmedels- och jordbruksorganisation. Därefter var han bland annat knuten till Världslivsmedelsprogrammet, FN:s kontor i Afghanistan och Unicef. Han har tjänstgjort för FN i Kosovo, Libanon (2001–2004), Etiopien och Irak (2007–2009). de Mistura var FN:s generalsekreterare Ban Ki-moon sändebud i Afghanistan 2010–2011. Totalt sett har han varit FN:s sändebud i 19 länder.
År 1984 arbetade han med operationen San Bernardo som var en gemensam insats av Warszawapakten och Nato för att flyga mat till kvinnor och barn som riskerade svält i Etiopien. 1992–1993 var han utsänd av Unicef för att arbeta med vaccinprogram i Somalia. Han arbetade på Balkan, bland annat i Sarajevo, med förnödenheter vintertid under Balkankrigen, och arbetade med att motverka kolera efter folkmordet i Rwanda. Under slutet av Kosovokriget arbetade han med påverkan och bistånd för UNHCR, och på gränsen mellan Libanon och Israel med finansiering för minröjning.
Han var därefter understatssekreterare, det vill säga biträdande utrikesminister, i Mario Montis teknokratregering i Italien 2011–2013. Den 12 maj 2014 utsågs han till ordförande för det nyinrättade Europeiska fredsinstitutet.
I september 2021 utnämndes han till FN:s särskilda sändebud i Västsahara.